# ジャン・バティスト・ルイ・グロ

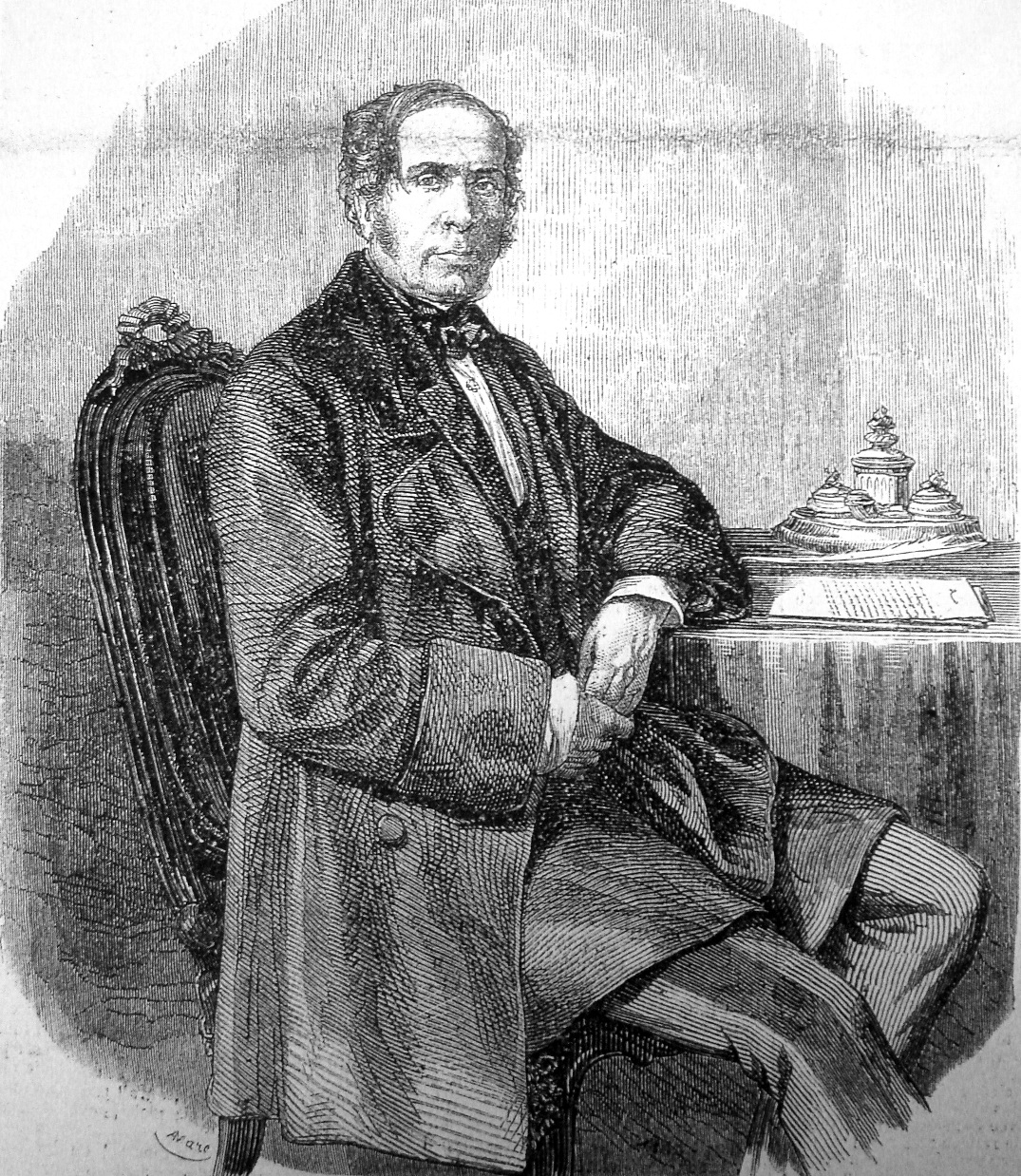
ジャン・バティスト・ルイ・グロ男爵、1858年

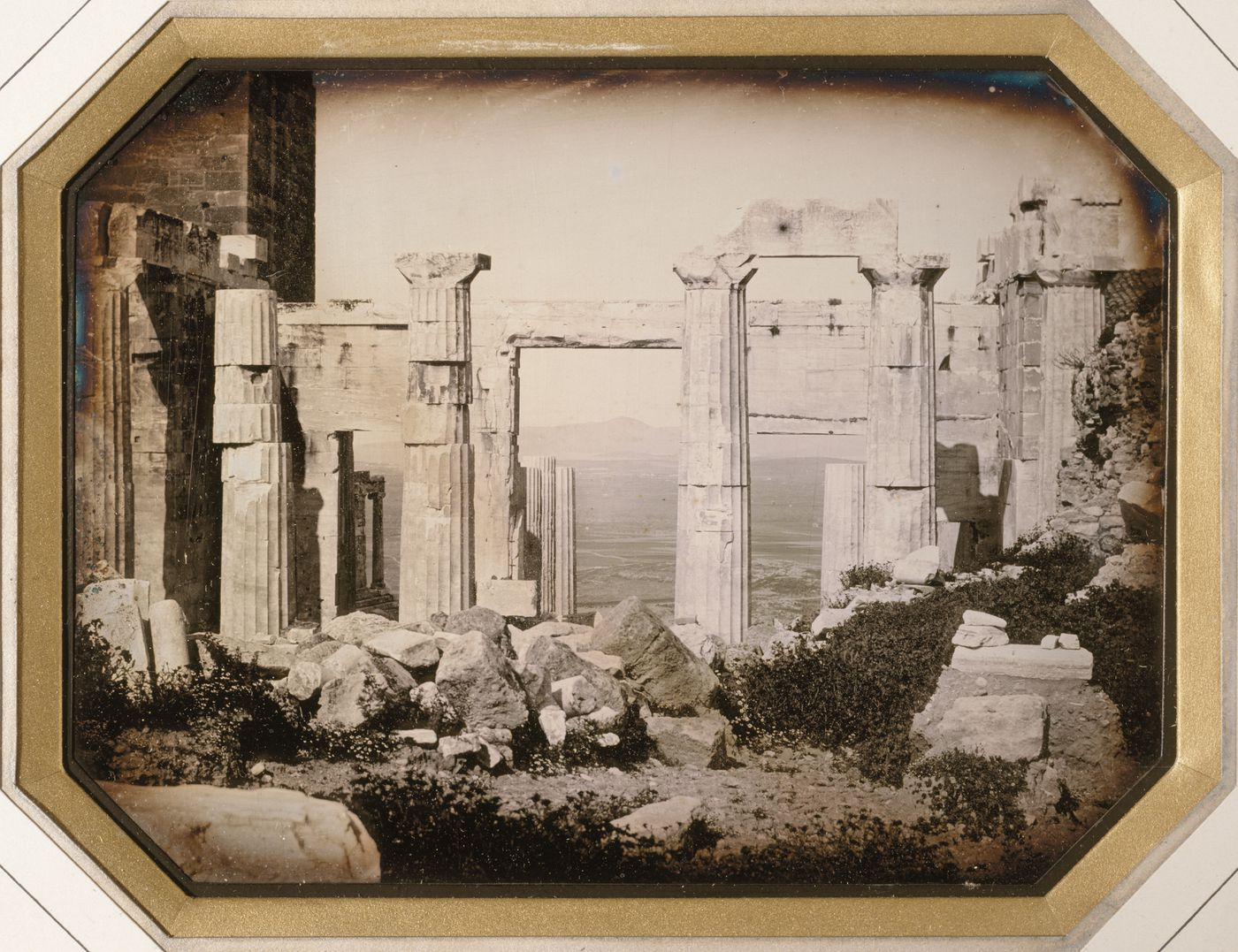
グロ男爵撮影によるアクロポリス

ジャン・バティスト・ルイ・グロ男爵（Jean-Baptiste Louis Gros、1793年2月8日 - 1870年8月17日）は、フランスの外交官で、初期のダゲレオタイプ撮影家の1人である。
ボゴタ（1838年 - 1842年）およびアテネ（1850年）、フランス臨時代理大使を務め、またロンドンでは大使を務めた（1852年 - 1863年）。1857年と1858年には中国（清）と幕末の日本に外交使節として派遣されている。この間に多くのダゲレオタイプを撮影しているが、もっとも有名なのはアテナイのアクロポリスを撮影したものである。

## 人物
母はコンデ公妃バティルド・ドルレアンの婚外子であり、フランス王ルイ・フィリップの従妹にあたる。父はコンデ公妃の秘書。
グロ男爵はアロー戦争（1856年 - 1860年）に際しては、フランス軍の指揮を執っている。
1858年10月9日（安政5年9月3日）、江戸で日仏修好通商条約が締結されたが、グロ男爵はフランス側代表として、それに署名している。随員にはギュスターヴ・デュシェーヌ・ド・ベルクール（初代駐日フランス公使）やシャルル・ド・モンブラン（後に在フランス日本総領事となる）がおり、また通訳はメルメ・カション神父が務めた。
彼の撮影したダゲレオタイプは有名であるが、数は少ないものの、南アメリカの風景を描いた絵画も、そのリアリズムが印象的である。
1851年のロンドン万国博覧会において、彼の姿が写真撮影されている。
1858年（安政5年）の日仏修好通商条約から数えて、国交開始150周年となる2008年に、日仏両国の代表的な人物の記念切手が発売された。グロ男爵はその「幕末シリーズ」10人の中に選ばれている。

## 参考
- クリスチャン・ポラック著「絹と光―知られざる日仏交流100年の歴史」、アシェット婦人画報社（2002年）、ISBN: 978-4573062108